# 潜望鏡を上げろ
『潜望鏡を上げろ』（せんぼうきょうをあげろ、Up Periscope）は、1959年に公開された戦争映画。監督はゴードン・ダグラス。出演はジェームズ・ガーナー、エドモンド・オブライエンなど。

## キャスト
※括弧内は日本語吹替（初回放送1969年3月16日『日曜洋画劇場』）
- ケン・ブレイドン海軍中尉：ジェームズ・ガーナー（御木本伸介）
- ポール・スティーブンソン艦長：エドモンド・オブライエン（木村幌）
- サリー・ジョンソン：アンドラ・マーティン（森ひろ子）
- パット・マローン：アラン・ヘイル・Jr（富田耕吉）
- フィル・カーニー中尉：カールトン・カーペンター
- ドハティ中尉：ウィリアム・レスリー
- エンサイン・サイ・マウント：フランク・ギフォード
- シーマン・コバックス：ウォーレン・オーツ

## スタッフ
- 監督：ゴードン・ダグラス
- 製作：オーブリー・シェンク
- 原作：ロブ・ホワイト
- 脚本：リチャード・ランドー
- 撮影：カール・ガスリー
- 音楽：レイ・ハインドーフ